# Wichterle-Reaktion
Die Wichterle-Reaktion ist eine Namensreaktion in der Organischen Chemie, welche 1948 erstmals von dem tschechischen Chemiker Otto Wichterle (1913–1998) vorgestellt und nach ihm benannt wurde.

## Übersichtsreaktion
Diese Reaktion ist eine Modifikation der Robinson-Anellierung, bei der 1,3-Dichlor-2-buten 2 als das Äquivalent zu Methylvinylketon verwendet wird, um während des Schrittes der Michael-Addition unerwünschte Kondensation und Polymerisation zu vermeiden. Analog wird 1,3-Dichlor-2-buten auch als Wichterle-Reagenz bezeichnet. Bei dieser Reaktion wird also das Cyclohexanon-Derivat 1 mittels 1,3-Dichlor-2-buten 2 zu dem dargestellten Produkt 3 anneliert.

## Reaktionsmechanismus
Es wird angenommen, dass das Cylohexanon-Derivat 1 zunächst durch die Behandlung mit Lithiumdiisopropylamid (LDA) zu einem Alkoholat 2 umgewandelt wird. Das substituierte γ-Chlorcrotyl 3 wird anschließend mit Schwefelsäure behandelt um das Chlor zu entfernen. Um dann die Anellierung einzuleiten, wird weiteres LDA hinzugefügt 4. Das Lithium 5 kann im Anschluss durch die Zugabe von Wasser entfernt werden und es geht als Lithiumhydroxid (LiOH) ab. Die verbliebene Hydroxy-Gruppe verbindet sich mit einem Wasserstoff-Atom 6, wodurch es als Wasser abgehen kann und das gewünschte Produkt 7 entsteht.

## Anwendung
Diese Reaktion findet breite Anwendung bei der Herstellung von kondensierten cyclischen Verbindungen.